# Garvín
Garvín – gmina w Hiszpanii, w prowincji Cáceres, w Estramadurze, o powierzchni 38,27 km². W 2011 roku gmina liczyła 110 mieszkańców.